# Championnats d'Europe de char à voile 2022
Navigation
2021 2023
Les 54e championnats d'Europe de char à voile 2022, organisés dans le pays hôte, par le club « Au Gré du Vent », sous l'égide de la fédération internationale du char à voile, qui devaient se dérouler du 3 au 9 octobre 2020, à Camiers - Sainte-Cécile-Plage - Saint-Gabriel-Plage, Marck dans le département du Pas-de-Calais et Gravelines, dans le département du Nord, en France, sont, pour des raisons sanitaires liées à la pandémie de Covid-19, reportés sur les mêmes sites, en 2021 puis, de nouveau reportés en 2022, du 1er au 7 octobre 2022.
Sept pays prennent part à cette compétition : l’Irlande, la Grande-Bretagne, la Belgique, l’Allemagne, la France, les Pays-Bas, l’Italie.
Les compétitions se déroulent sur 3 sites : 
- Camiers pour la classe 2, classe 3, classe 5 et 5 Sport ;
- Gravelines pour la classe Mini Yacht ;
- Marck pour la classe 8.

Les images ci-dessous illustrent l'évènement à Camiers qui a eu lieu dans la station balnéaire de Sainte-Cécile. On peut y voir l'esplanade de la station, sa plage dont la configuration est réputée technique par les compétiteurs ainsi que différents type de chars à voile.

Préparations et rassemblements
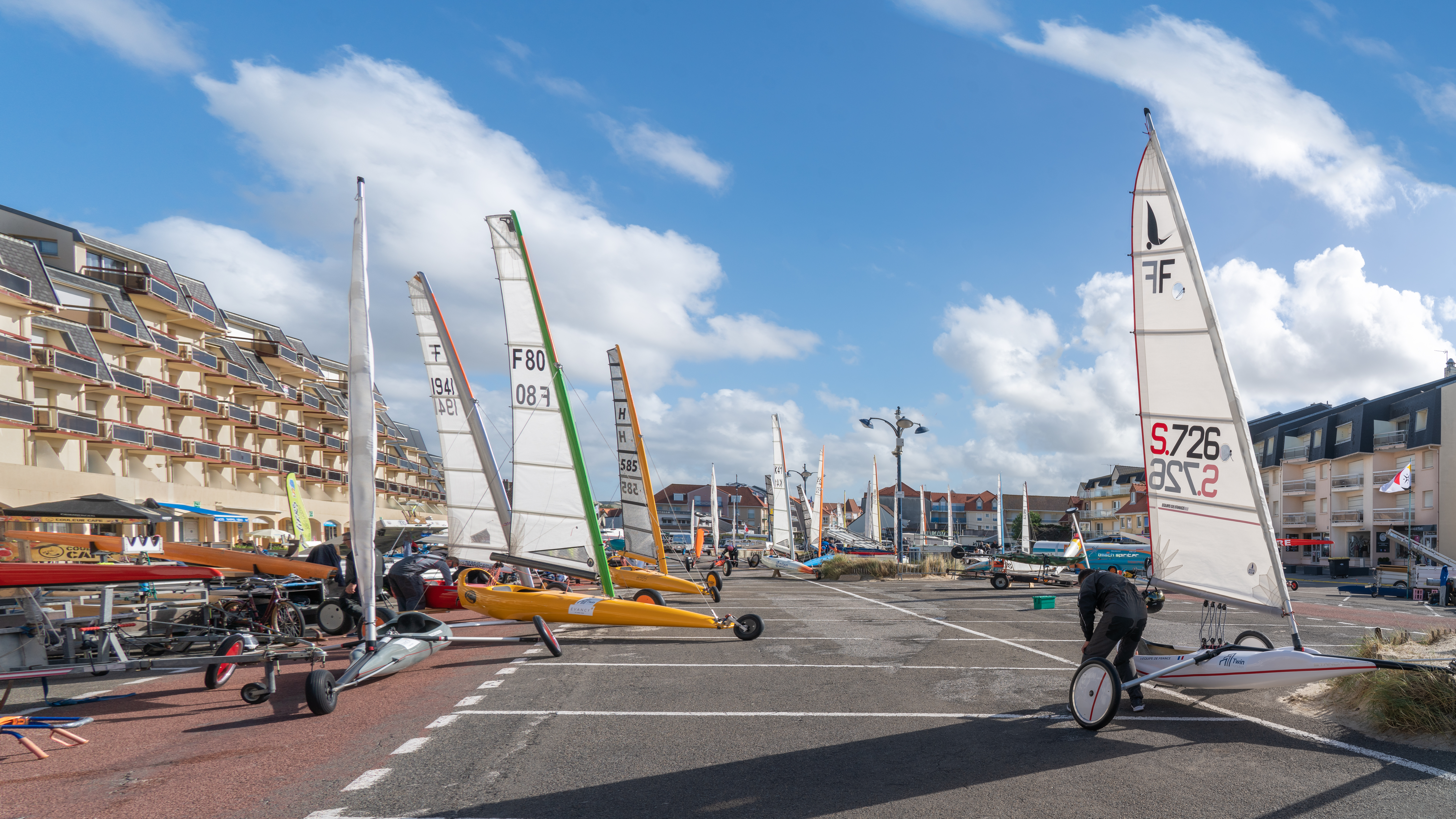
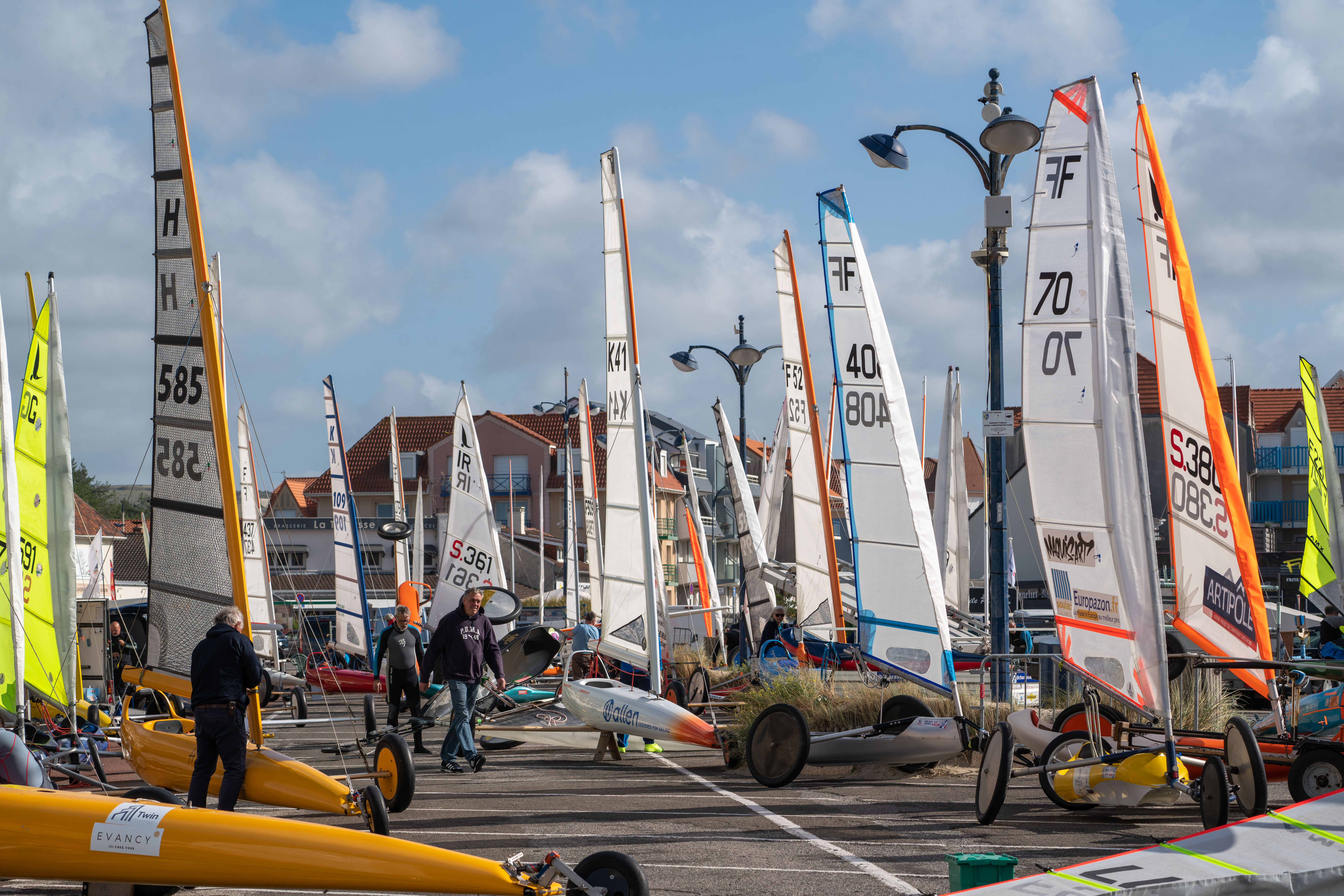
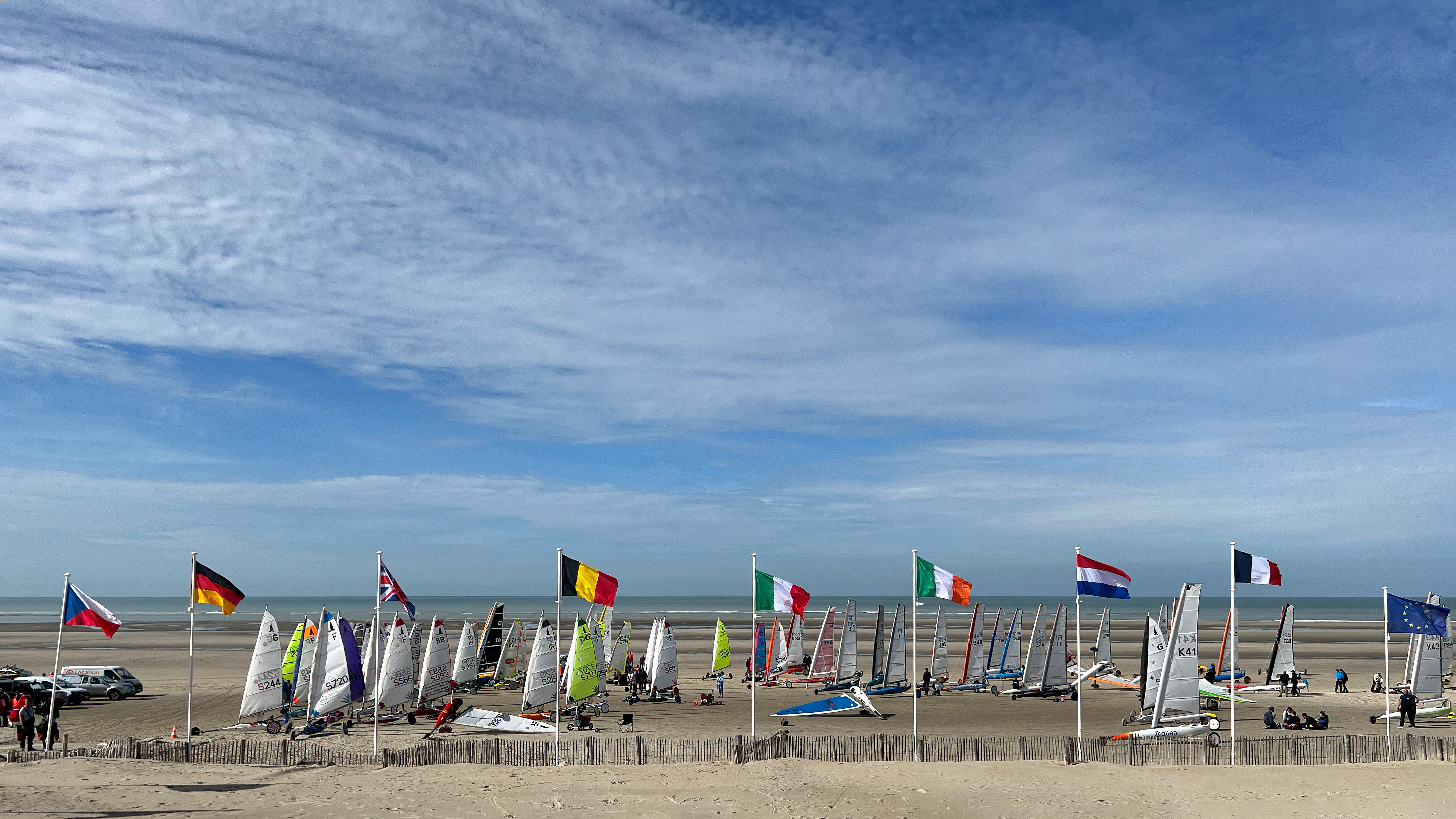
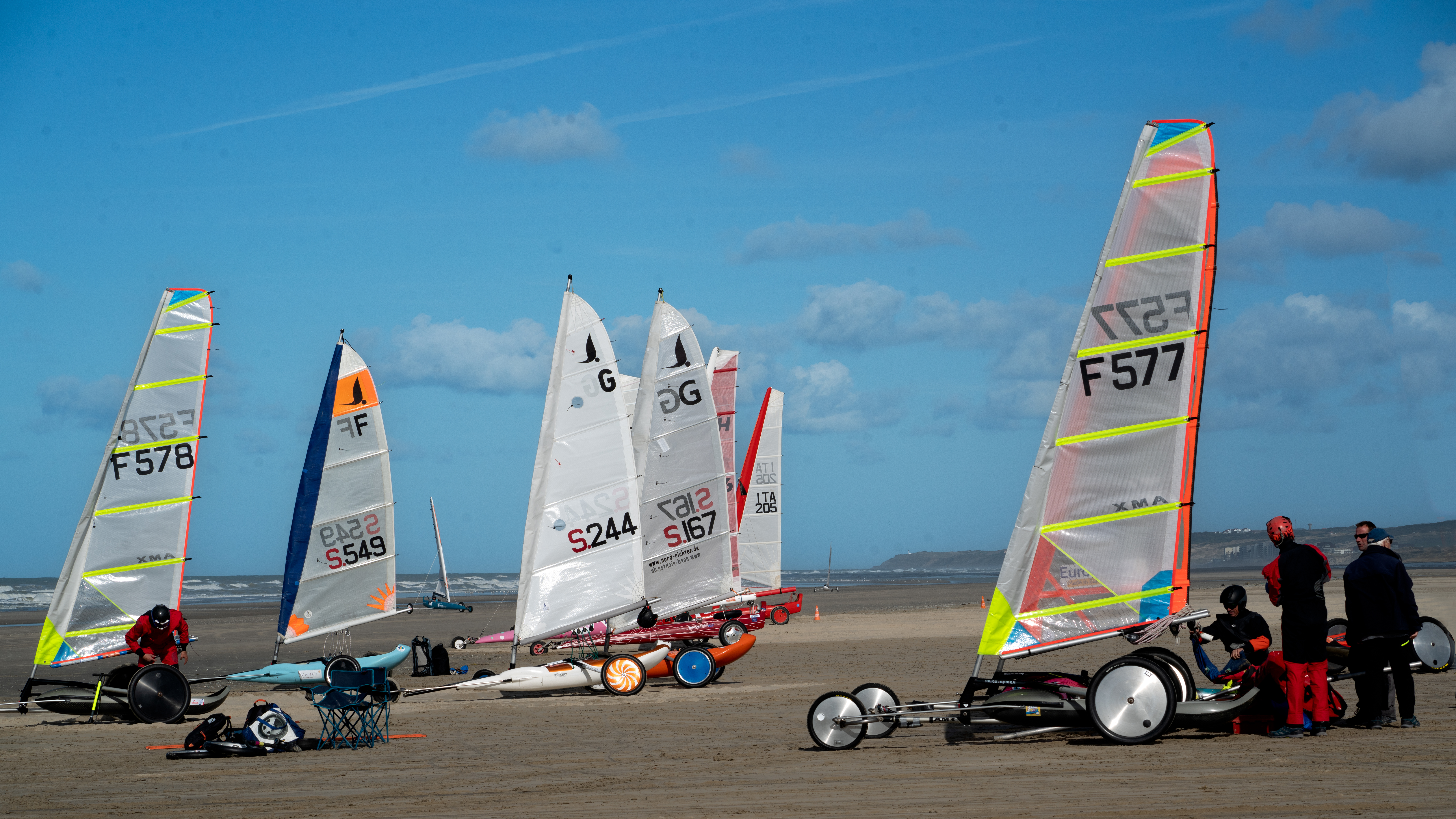
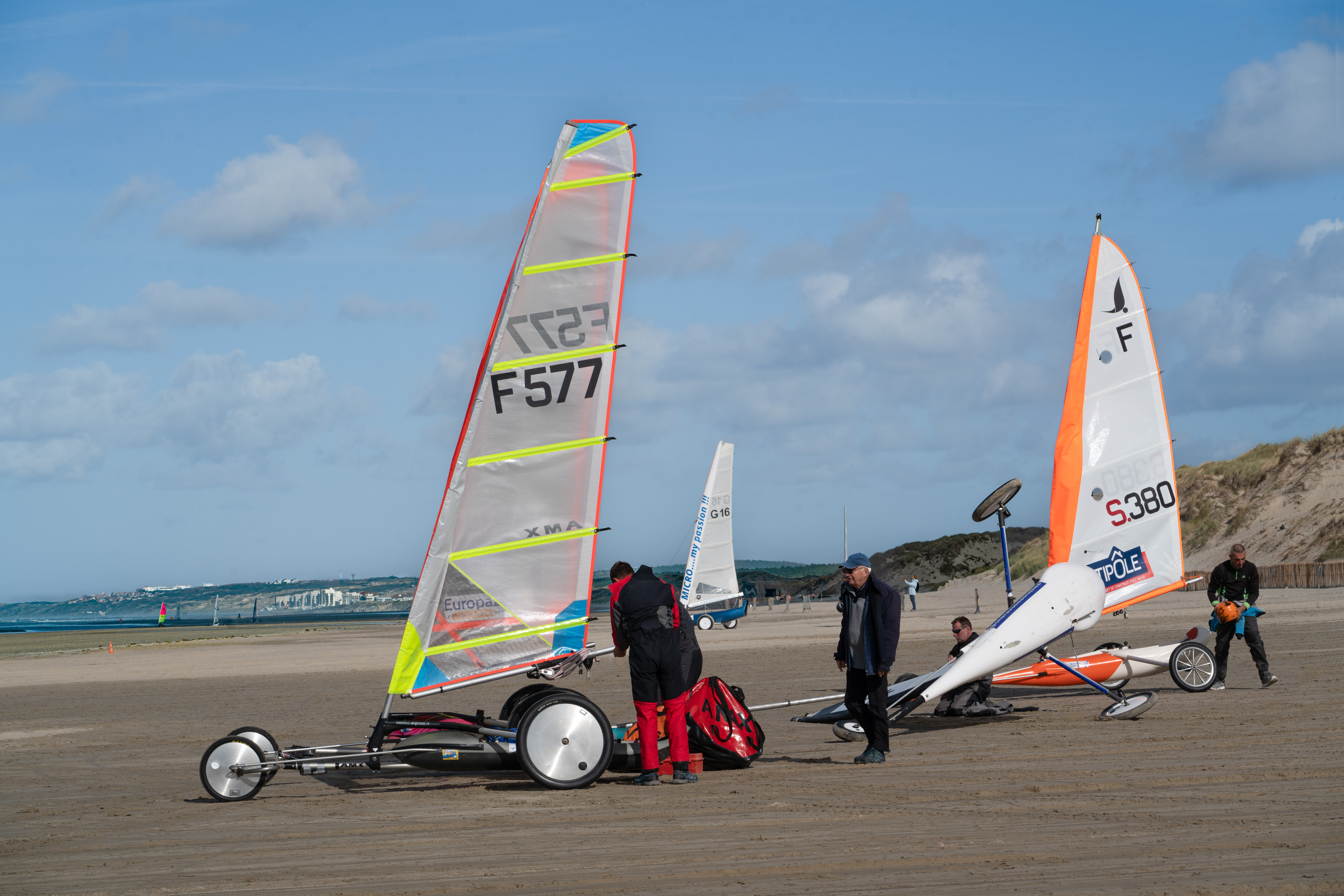

Chars à voile en action
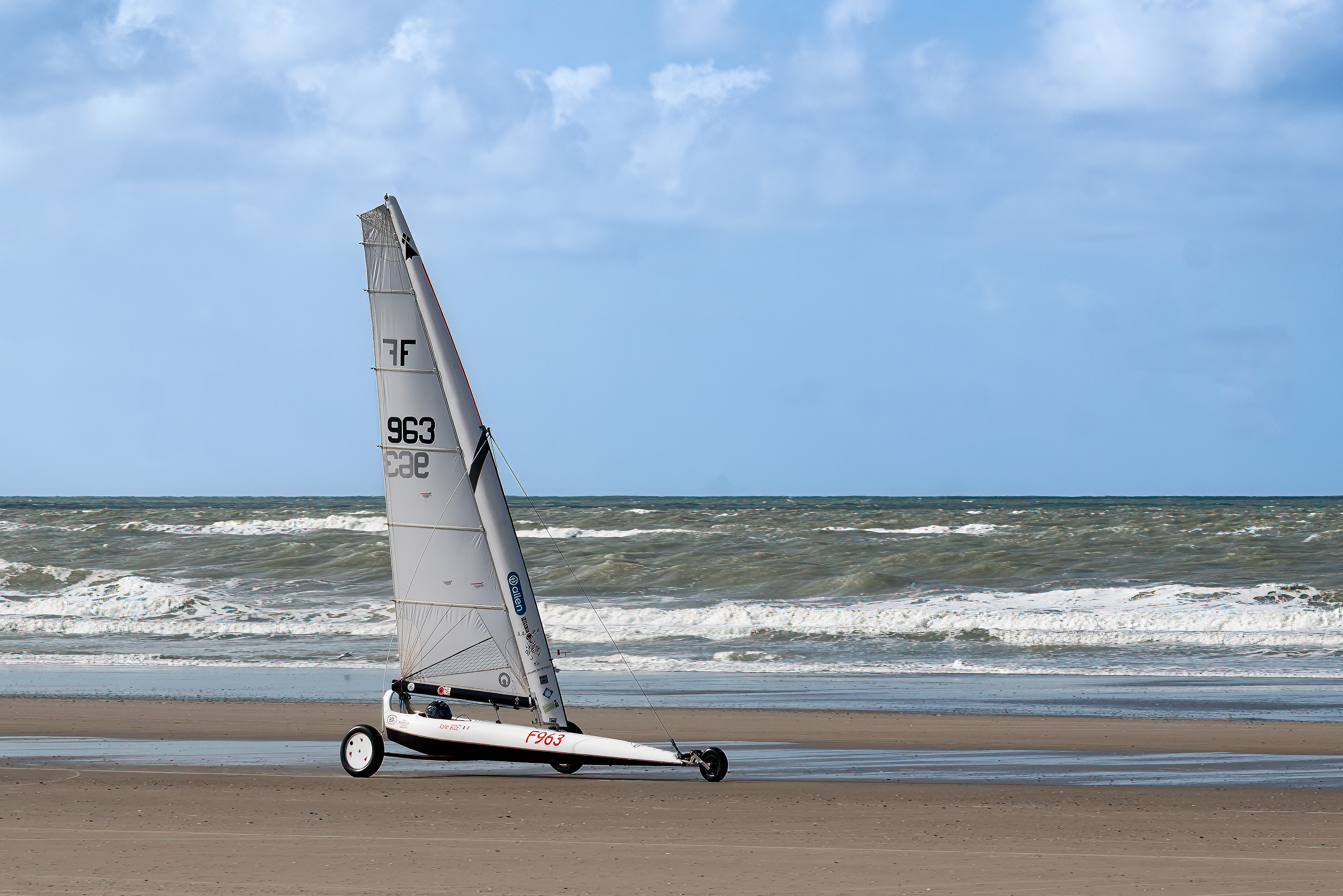
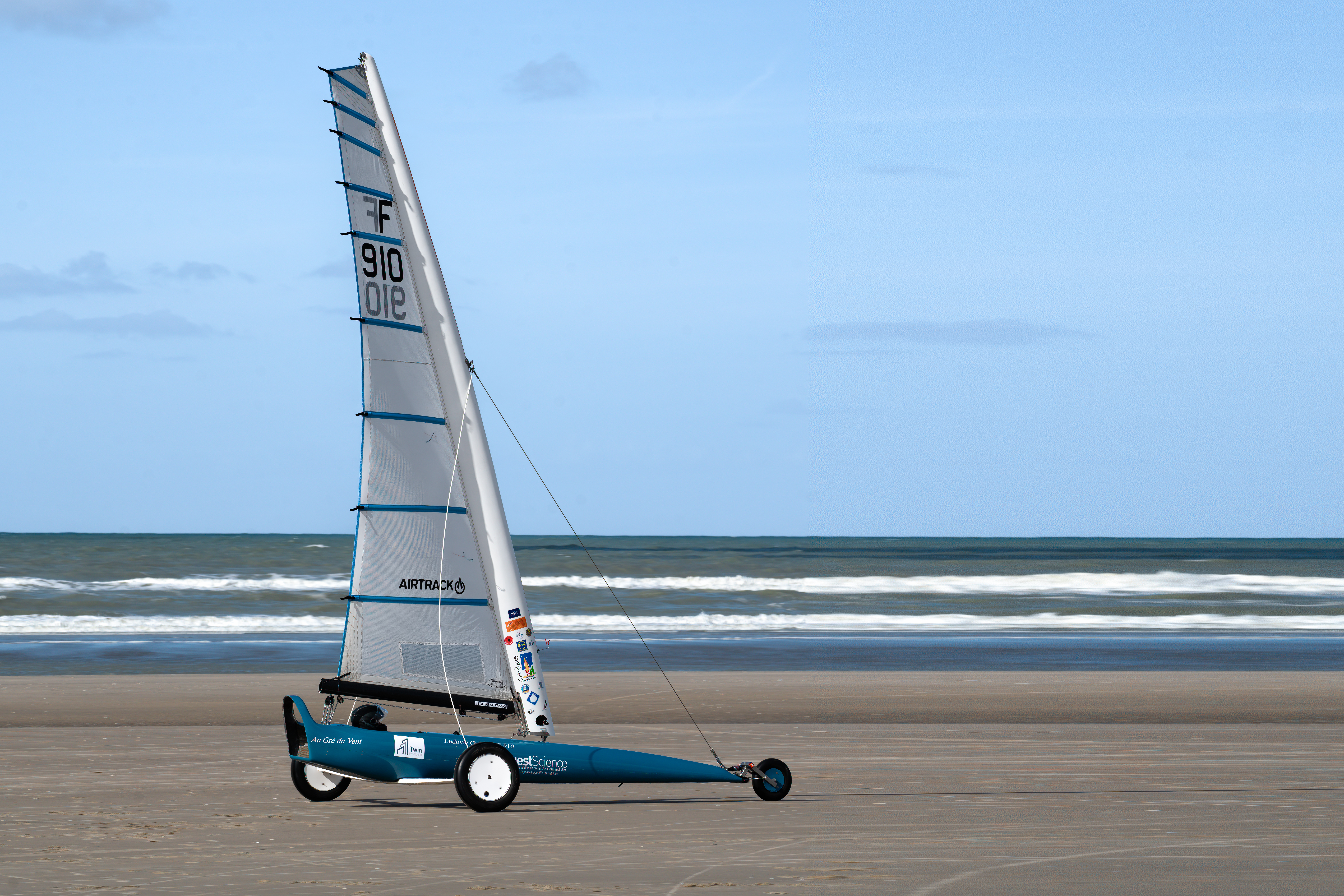
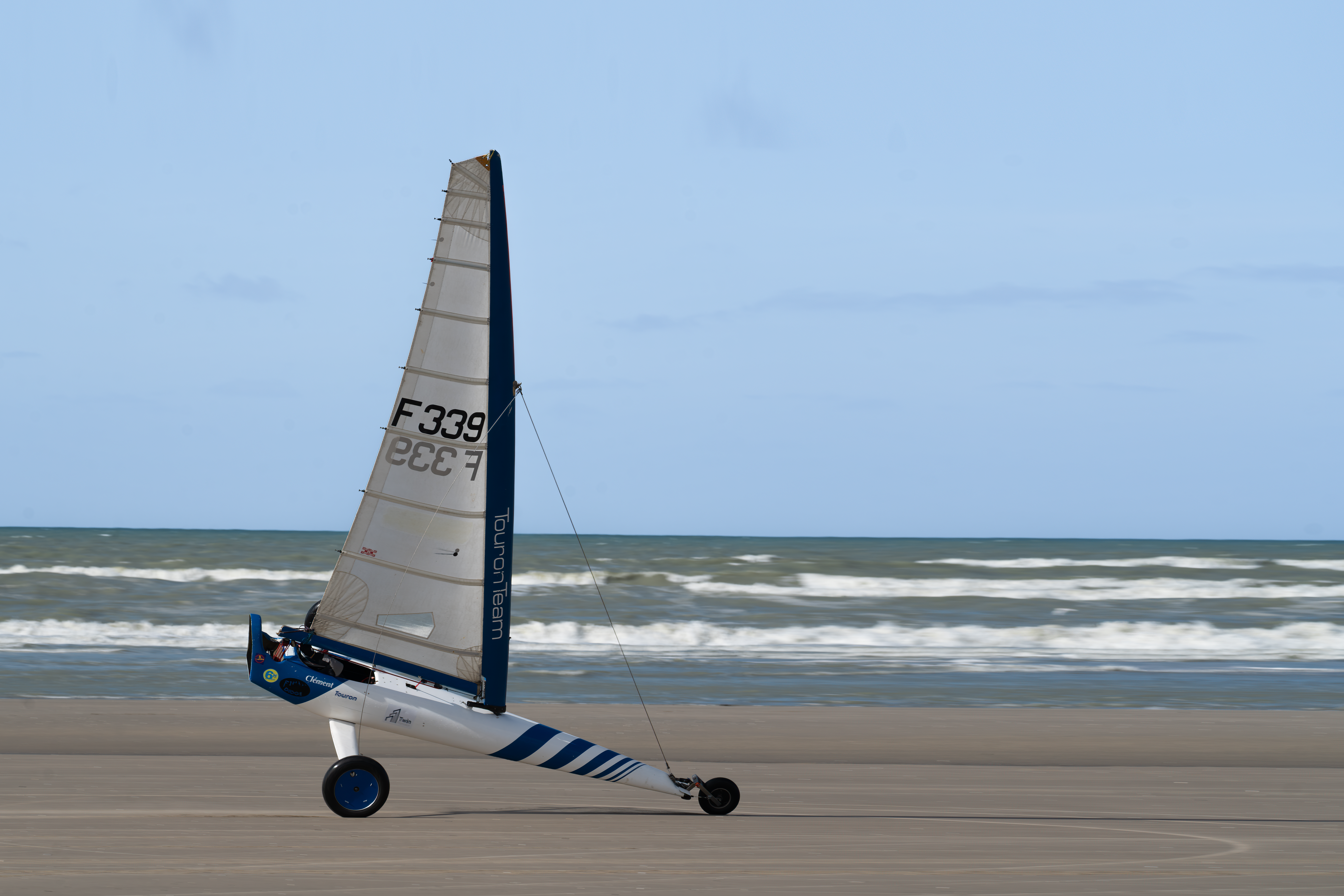
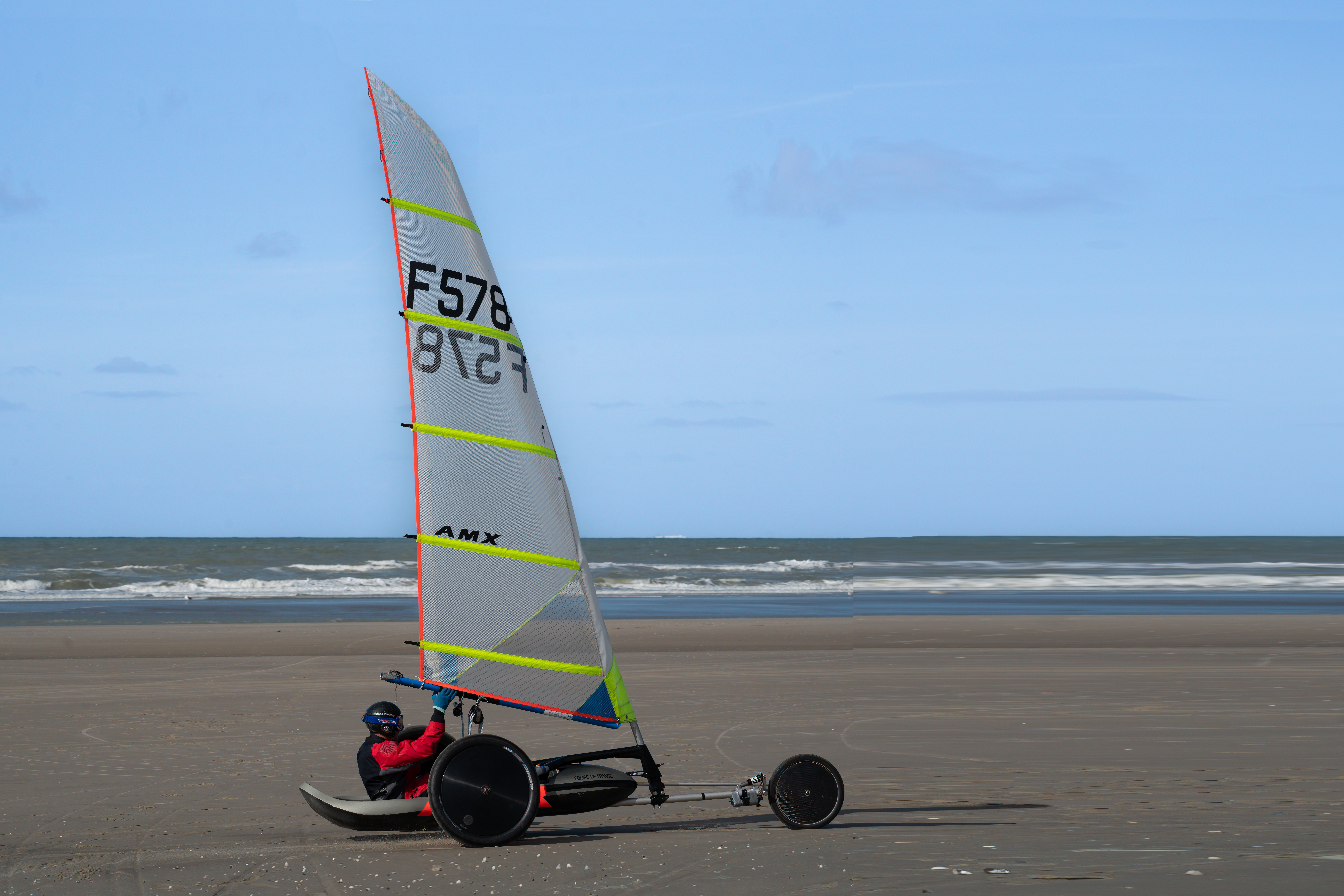
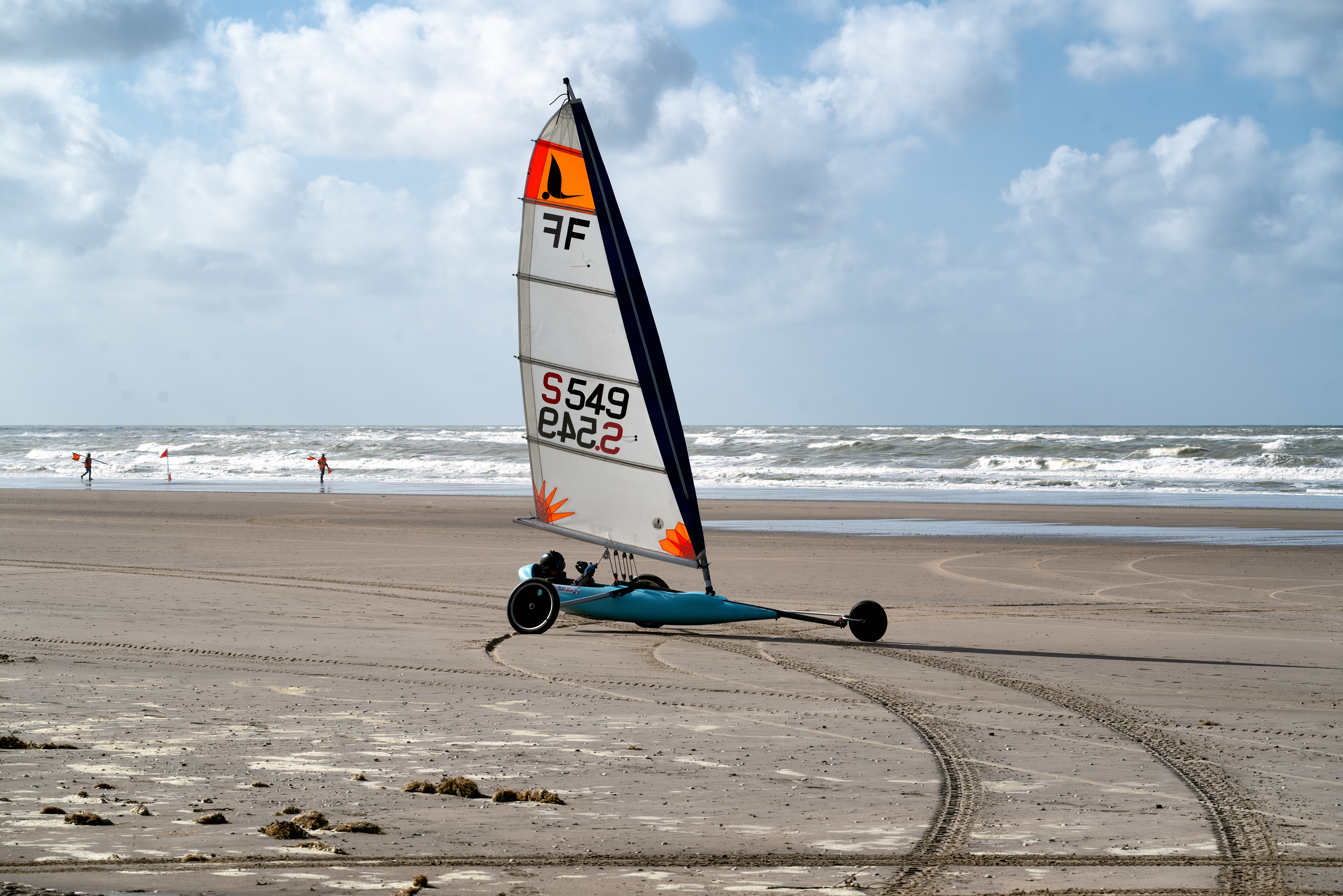

## Podiums
| Épreuve           | Or                   | Argent                | Bronze          |
| ----------------- | -------------------- | --------------------- | --------------- |
| Classe Standart   | Fabrice CHAGNON 🇫🇷   | Graeme David GRANT 🇮🇪 | Kévin MINGOT 🇫🇷 |
| Classe 2          | Augustin DESCURE 🇫🇷  | Xavier GODET 🇫🇷       | Hugo PERRON 🇫🇷  |
| Classe 3          | Richard POCHET 🇫🇷    | Gérémy DEVIN 🇫🇷       | Ivan AMEELE 🇧🇪  |
| Classe 5          | Franck LEVAILLANT 🇫🇷 | Alban MORANDIÈRE 🇫🇷   | Brice PETIT 🇫🇷  |
| Classe Mini Yacht | Augustin DESCURE 🇫🇷  | Quentin ALVAREZ 🇫🇷    | Louis MADIOU🇫🇷  |

| Épreuve           | Or                      | Argent             | Bronze         |
| ----------------- | ----------------------- | ------------------ | -------------- |
| Classe Standart   | Nathalie DEVIGNE 🇫🇷     | Anke MUENCH 🇩🇪     | Manon MURONI   |
| Classe 3          | Hélène CAZIER 🇫🇷        | Hélène DODIER 🇫🇷   |                |
| Classe Mini Yacht | Mathilde CHAPDELAINE 🇫🇷 | Augustine GAUDU 🇫🇷 | Gwenn RAULT 🇫🇷 |

## Tableau des médailles par nation
| Rang | Nation | Or | Argent | Bronze | Total |
| ---- | ------ | -- | ------ | ------ | ----- |
| 1    |        | '  | '      | '      | '     |
| 1    |        |    |        |        |       |
| 3    |        |    |        |        |       |
| 4    |        |    |        |        |       |

| Rang | Nation | Or | Argent | Bronze | Total |
| ---- | ------ | -- | ------ | ------ | ----- |
| 1    |        | '  | '      | '      | '     |
| 2    |        |    |        |        |       |
| 3    |        |    |        |        |       |